# Leptogaster rubida
Leptogaster rubida là một loài ruồi trong họ Asilidae. Leptogaster rubida được Wiedemann miêu tả năm 1821.